# Blanche Selva

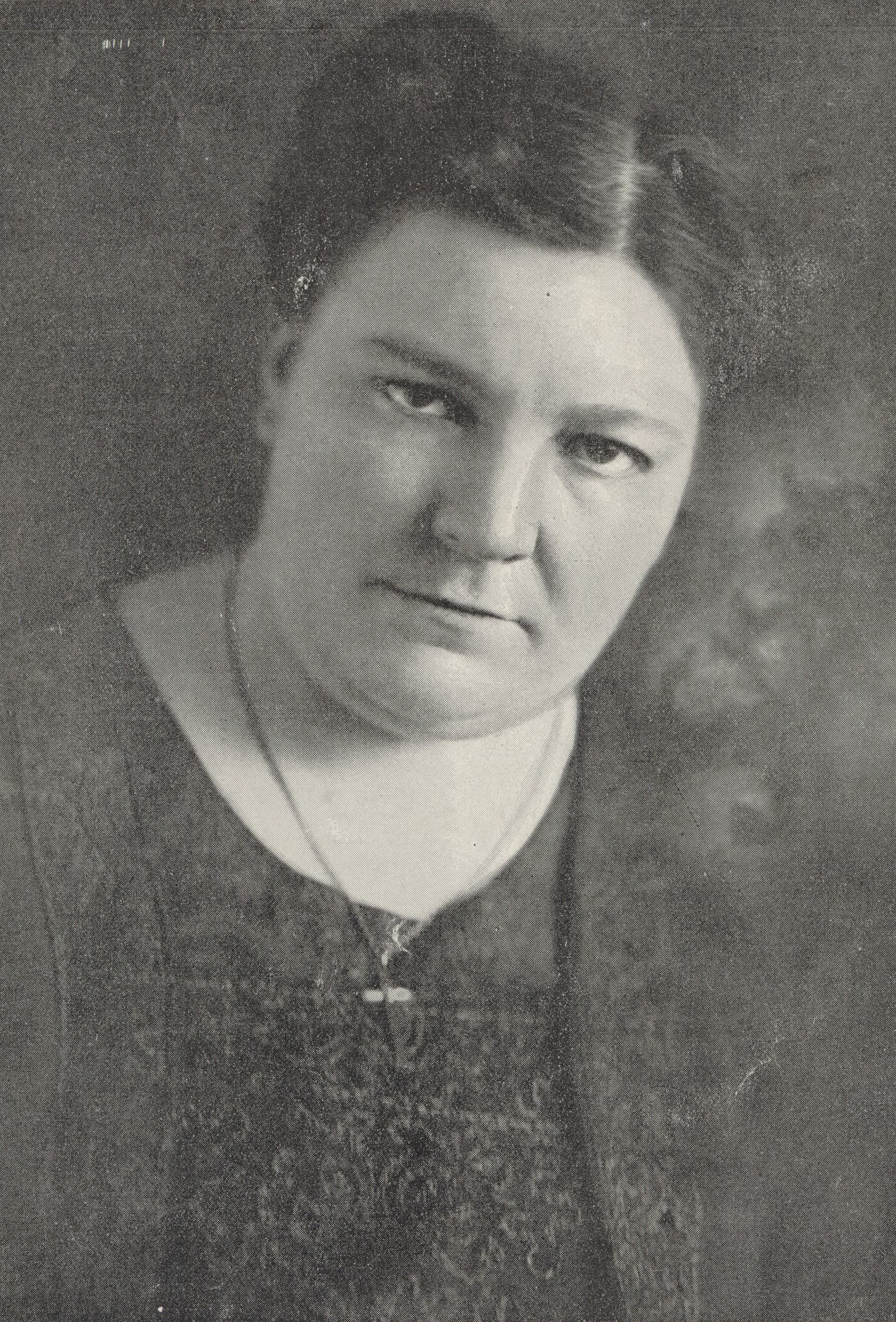
Blanche Selva

Marie Blanche Selva (Catalaans: Blanca Selva i Henry) (Brive-la-Gaillarde in Corrèze, 29 januari 1884 - Saint-Amant-Tallende, 3 december 1942) was een Franse pianiste, muziekpedagoge, schrijfster en componist van Catalaanse origine. Ze had een aanzienlijke invloed op de methodiek van het piano-onderwijs.

## Levensloop
Blanche Selva studeerde als kind vanaf haar 4e jaar bij diverse pianodocenten, onder wie Sophie Chéné en Fernand de La Tombelle. Ze vervolgde haar lessen in de voorbereidingsklas van het Conservatorium van Parijs in 1893 bij Alphonse Duvernoy (bekend door zijn pianomuziek voor beginners). Ze won daar een prijs in een muziekwedstrijd, maar stopte met de studie toen ze 12½ jaar oud was; wel bleef ze zelf verder studeren. Selva woonde een tijdlang met haar familie in Genève en gaf haar eerste concerten in Lausanne toen ze 13 jaar was. 
In Valencia werd Vincent d'Indy haar mentor. Selva werd in december 1901 lerares aan de door hem geleide Schola Cantorum de Paris in Parijs. Later kreeg ze werk aan het conservatorium van Straatsburg, aan de École Normale de Musique in Parijs en het conservatorium van Praag.
Blanche Selva was een van de weinige pianisten uit Frankrijk die zich specialiseerden in uitvoering van Tsjechische componisten, wat haar daar geliefd maakte. Op 20-jarige leeftijd voerde ze in zeventien recitals alle klavierwerken van Bach uit. Tussen 1906 en 1909 gaf ze premières van alle vier boeken van de suite Iberia van Isaac Albéniz. In de landen die ze bezocht probeerde ze ook de Franse muziek van haar tijdgenoten te propageren.
In 1924 verhuisde Selva naar Barcelona, waar ze haar eigen muziekschool oprichtte en een duo startte met violist Joan Massià, met wie ze trouwde. In 1930 werd ze getroffen door verlammingsverschijnselen, waardoor ze haar uitvoerende werk moest opgeven. Wel bleef ze lesgeven, schrijven en componeren. In 1936 verliet ze Barcelona vanwege de Spaanse Burgeroorlog. Ze woonde enige tijd in Marseille, Moulins (Allier) en Saint-Saturnin (Puy-de-Dôme) in Auvergne. Ze overleed uiteindelijk in 1942 aan haar ziekte in het ziekenhuis van Saint-Amant-Tallende.

## Geschriften
Blanche Selva werkte als vertaalster en publiceerde zelf diverse werken over pianotechniek, waaronder:
- Enseignement Musical de la Technique du Piano (7 delen, Parijs, tussen 1916 en 1925).

Dit werk was van aanzienlijk belang voor de pianistenwereld en het piano-onderwijs. In 1921 volgde een tweedelige inleiding daarop: Livre preparatoire. Selva analyseerde in haar geschriften uitgebreid de verschillende aanslagmanieren. Zij zag in het pianospel twee tegenpolen: enerzijds de werking van de zwaartekracht, leidend tot "sonorité" en anderzijds de reactie van het lichaam daartegen als sleutel tot beweging en virtuositeit. Sonoriteit vereist ontspannen spieren, virtuositeit juist spanning. Zij heeft daartoe vele oefeningen bedacht voor het bewust worden en hanteren van houdingen en bewegingen en ook voor een juiste ademhaling daarbij. Zo laat zij, na diepe inademing, vinger, incl. hand en arm, volledig ontspannen op de toets vallen ("chute appuyé") maar ook met een beheerste beweging de toets aanstoten ("choc"). Deze verschillende soorten aanslag hanteert zij voor de variëteit aan speelmanieren die zij onderscheidt, zoals le jeu appuyé, jeu éclatant en jeu leger ou indifférent.
Ook schreef ze artikelen in tijdschriften en kranten, zoals in Tablettes de la Schola, Le Monde Musical, La Revue Musicale en Le Revista Musical Catalana. Tot haar boekpublicaties behoren:
- La Sonate, Étude de son évolution historique et expressive en vue de l'interprétation et de l'audition - Parijs, 1913
- Les Sonates de Beethoven, Barcelona, 1927
- Déodat de Séverac, Parijs, 1930

## Composities (selectie)

### Muziek voor piano/orgel
- Paysage au soleil couchant - (1904)
- Suite (Prélude, Allemande, Courante, Burla, Chanson, Farandole) - voor piano (1904)
- Cloches dans la brume - voor piano (1905)
- Cloches au soleil - voor piano (1905)
- Pièces - voor piano (1908)
- Petite pièce - voor orgel (1908)
- La Vasque aux Colombes - (1921)
- Primers Jocs - voor piano (1931)
- Le jeu du pentacorde qui vole - etudes voor piano (1940)
- Transcriptions pour piano d'œuvres de Vincent d'Indy et César Franck - (1910–1912)

### Vocale muziek
- Les Ancêtres du Lys - (1905)
- Rosaire d'après Francis Jammes - (1906)
- Venez sous la tonnelle d'après Francis Jammes - (1908)
- Muntanya blava - voor stem en piano (1928)
- Mes de Maria - voor stem en piano (1929)
- Dix mélodies sur des poèmes catalans  - (1935)
- La Farigola - (1926)
- El Tronc - (1929)
- Quicumque Enim Spiritu Dei Aguntur - (1929)
- Pensament Matinal - (1931)
- O Fleurs des fleurs d'après Blanche Selva - (1939)

### Kamermuziek en orkestwerken
- La Nit de la Purissima - (1929)
- Quatre pièces pour violon et piano - (1934)
- Poème de la Resureccio ou Oratorio pascal - (manuscript verloren gegaan, 1938)

## Discografie
Selva's pianospel is op diverse CD's opgetekend, waaronder:
- Blanche Selva, une promenade musicale (Blanche Selva Association & Centre International Albert Roussel)
- Malibran-Music (Association & Blanche Selva 2002).

- Bibsys: 5090848
- Biblioteca Nacional de España: XX1708334
- Bibliothèque nationale de France: cb12406189f (data)
- Catàleg d'autoritats de noms i títols de Catalunya: 981058510854806706
- CiNii: DA09716704
- Gemeinsame Normdatei: 104017120
- International Standard Name Identifier: 0000 0000 8416 1442
- Library of Congress Control Number: n88116223
- MusicBrainz: 7e4c4470-8d96-4684-a40e-1332be5999f7
- Nationale Bibliotheek van Tsjechië: mzk2010593730
- Nationale bibliotheek van Australië: 35839524
- Nationale Bibliotheek van Israël: 987007277436505171
- Nationale en Universitaire bibliotheek Zagreb: 000413986
- Nederlandse Thesaurus van Auteursnamen: 120118904
- Réseau des bibliothèques de Suisse occidentale: 02-A003820414
- Istituto Centrale per il Catalogo Unico: RAVV091853
- SNAC: w6x38gqg
- Système universitaire de documentation: 033167834
- Virtual International Authority File: 120731497